# Заливаха, Афанасий Иванович
Афанасий Иванович Залива́ха (1925 — 2007) — советский и украинский живописец, известный шестидесятник. Заслуженный художник Украины (1999).

## Биография
Родился 26 ноября 1925 года в селе Гусинка (ныне Купянский район, Харьковская область, Украина). Юность А. Заливахи прошла на Дальнем Востоке СССР и в Сибири, куда его семья убежала с родной Харьковщины от голода 1930-х годов.
С 1947 года учился в ЛИЖСА имени И. Е. Репина. В том же году исключен за «поведение, не достойное Советского студента». В 1953 году восстановлен в институте. Окончил его в 1960 году.
В 1957 году приехал на практику в Косово (Гуцульщина). Через 4 года поселился на Украине.
В 1960—1961 годах — художник Тюменского художественного фонда.
В 1961—1965 годах — художник Ивано-Франковского художественного фонда. Работал в области станковой живописи и графики.
В 1965—1970 годах — отбывал наказание по статье 62 УК УССР («за антисоветскую агитацию и пропаганду») — 5 лет в лагере № 385 (Мордовия).
Умер 24 апреля 2007 года в Ивано-Франковске.

## Творчество
В 2003 году он издал свой первый альбом. Число картин Заливахи достоверно неизвестно. У себя дома художник держал иконостас погибших товарищей: Ивана Светличного, Вячеслава Чорновола, Аллы Горской. Хотел открыть свой музей.
Картины
- «Портрет Василя Стуса»
- «Чайная» (1962).
- «Полтавчанка» (1964).
- «Есть и будем» (1985).
- «Звонарь» (1987).
- «Красная калина» (1989).
- «XX века», «Мироносицы», «Украинская мадонна», «Портрет Василя Стуса», «Портрет Шевченко», «Казака несут», «Начало» (все — 1990—1994).
- витраж 1963—1964 «Тарас Шевченко» для Киевского университета (у соавторстве с Аллою Горскою, Людмилою Семиконною, Галиною Севрук, Галиною Зубченко) — творение уничтожено, авторов в апреле 1964 года исключили из СХУ.

Оформлення книг:
- «Палімпсести» Василя Стуса,
- «Блудные сыновья Украины» Евгения Сверстюка.

Автор воспоминаний об Алле Горской в книге «Алла Горская. Красная тень калины. Письма. Воспоминания. Статьи» (Киев, 1996).
В 2016 году у издательстве «Лілея НВ» вышел альбом «Опанас Заливаха», в котором собрано много работ художника. Составитель Мирослав Аронец.

## Награды и премии
- премия имени Василия Стуса (1989)
- Государственная премия Украины имени Тараса Шевченко (1995) — за произведения последних лет: «XX век», «Мироносицы», «Украинская Мадонна», «Портрет Василя Стуса», «Портрет Шевченко», «Казака несут», «Начало»
- Орден князя Ярослава Мудрого V степени (2005)[2]
- Крест Ивана Мазепы (2010, посмертно)[3]